# 韋文琔

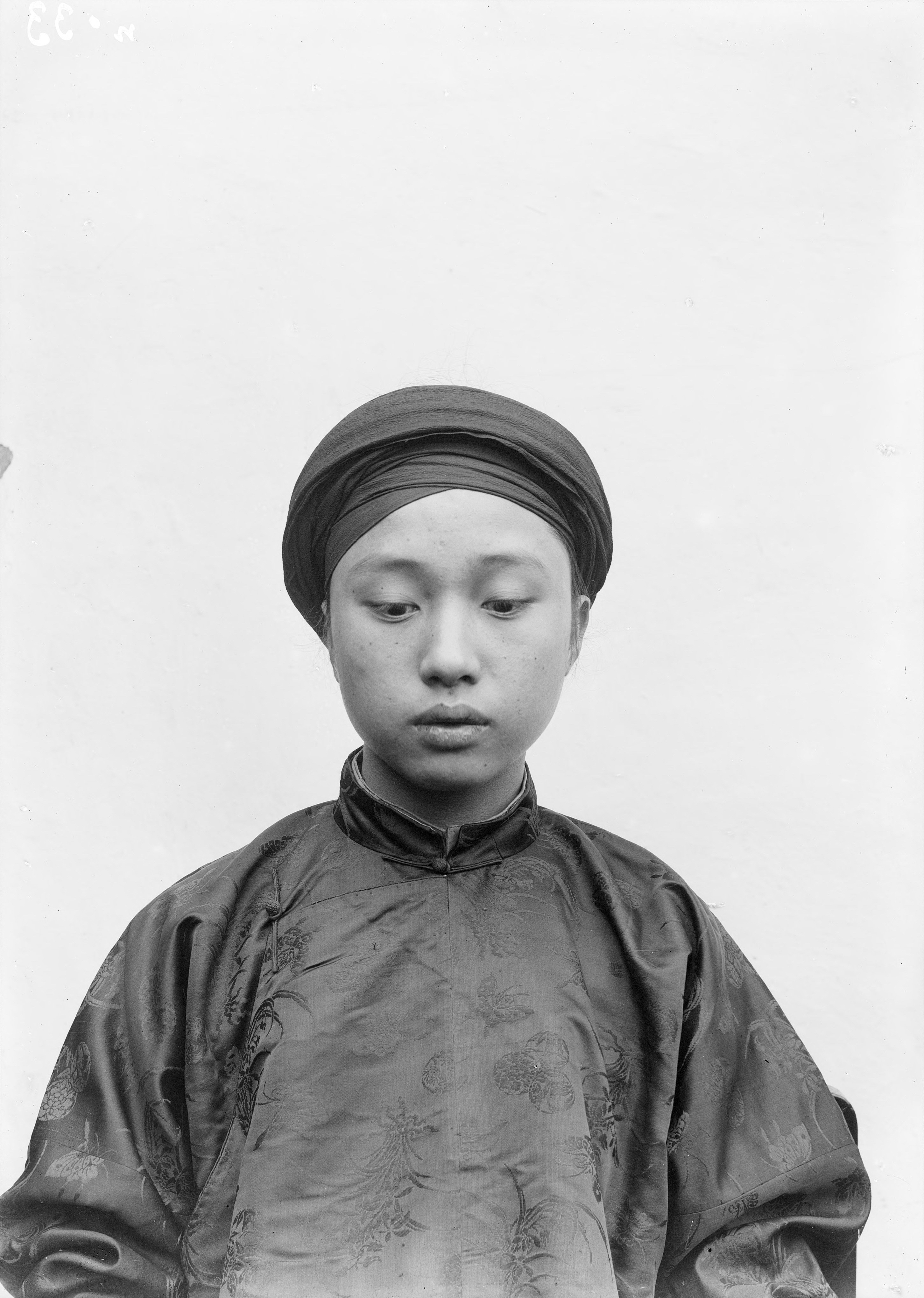
17歲的韋文琔

韋文琔（越南语：／；1878年8月27日—1975年），越南阮朝北圻官員，岱依族人。

## 生平
韋文琔是諒山省長慶府祿平州屈舍總屈舍社（今諒山省祿平縣屈舍社）人，嗣德三十一年（1878年）出生在一個岱依族貴族家庭，父親是協辦大學士諒平巡撫韋文李，哥哥是太原布政使韋文琳。
成泰十三年（1901年），韋文琔憑藉父蔭，被任命為祿平知州。維新二年（1908年），升長慶知府。維新七年（1913年），改任諒山商佐。次年（1914年），升任高平按察使。啟定六年（1921年），升高平巡撫。啟定八年（1923年），改任福安巡撫。保大二年（1927年），改任興安巡撫。保大四年（1929年），升太平總督。保大八年（1933年），升授協佐大學士。保大十一年（1936年），加太子少保銜。保大十二年（1937年），改任河東總督。保大十四年十二月七日（1940年1月15日），晉封安福男（越南语：／）。保大十六年（1941年），因與法國官員發生爭執，韋文琔被迫致事。
1945年八月革命爆發後，韋文琔選擇加入了共產黨陣營。1946年，他當選越南民主共和國第一屆國會代表。第一次印度支那戰爭爆發後，韋文琔隨越盟退往越北山區。
1975年，韋文琔在河內市去世，壽95歲。

## 家庭
韦文琔为韋文李与黄氏长之子。
正室何氏珀，次室阮氏柳。
- 女韋氏金玉，嫁阮文暄
- 女韋氏金富，嫁胡得怡[3]